# Manuel Alonso Martínez

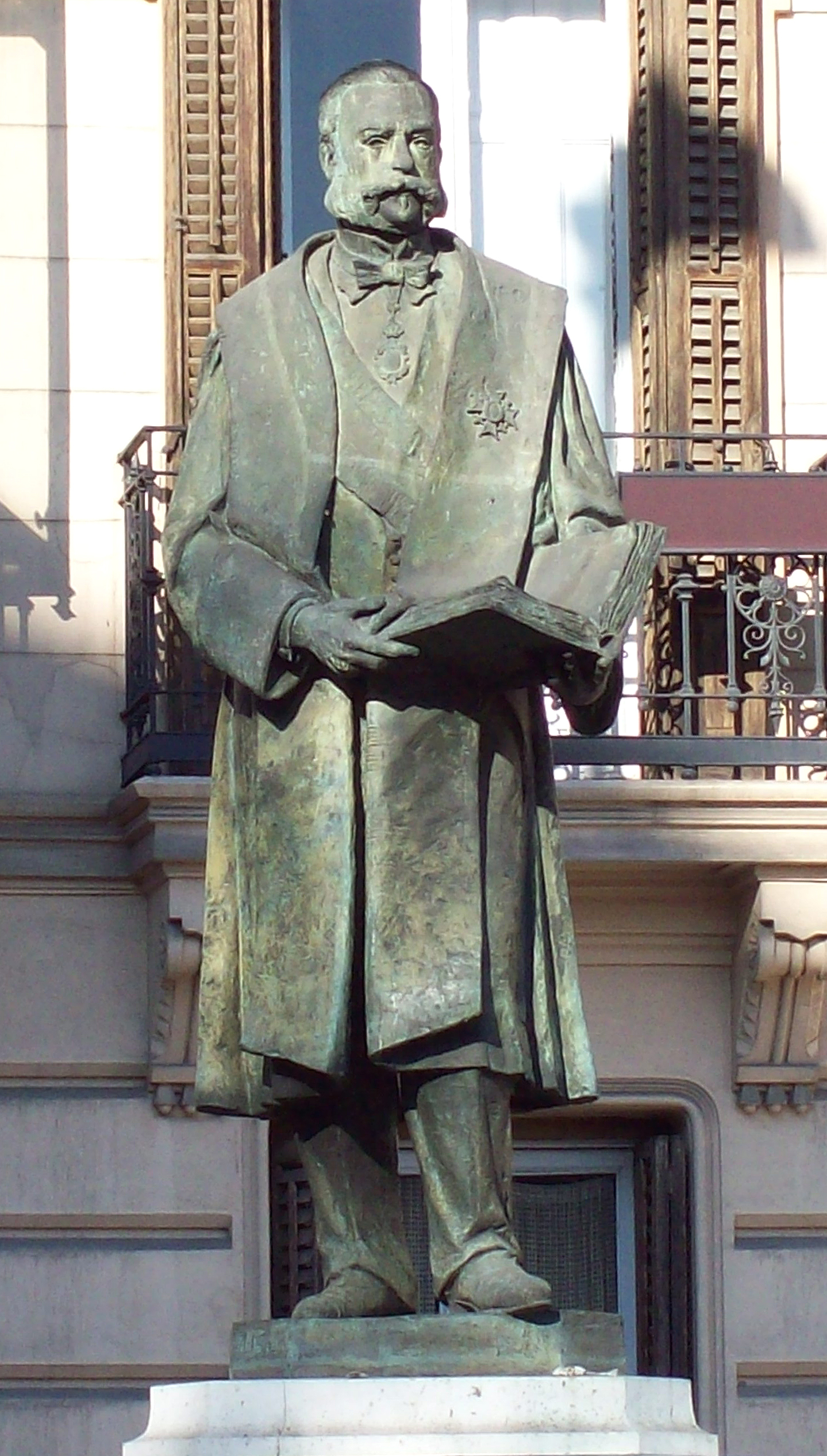
Denkmal auf der Plaza de Alonso Martínez in Madrid

Manuel Alonso Martínez (* 1. Januar 1827 in Burgos; † 13. Januar 1891 in Madrid) war ein spanischer Politiker und Minister. 

## Leben
Alonso Martínez studierte Rechtswissenschaften. Danach praktizierte er als Anwalt. Im Jahr 1854 wurde er Mitglied der Cortes, in denen er sich den Liberalen anschloss.
Schon ab 1855 bis 1856 war er  Minister der öffentlichen Arbeiten unter Baldomero Espartero und Leopoldo O’Donnell; 1863 bis 1864 bekleidete er unter Miraflores dasselbe Amt.  Nach der Septemberrevolution von 1868 übernahm er unter Sagasta und 1874 unter Serrano das Justizministerium. Dasselbe Portefeuille hatte er 1881–1883 und 1886–1888, erneut unter Sagasta, inne. 
Die Reform der Strafgesetzgebung in dieser Zeit war sein Werk. 1889 wurde er zum Präsidenten der Kammer gewählt.

## Werk
Alonso Martínez war Autor zahlreicher Werke zum Strafrecht und zur Reform der Strafgesetzgebung in Spanien.
| Personendaten    | Personendaten                     |
| ---------------- | --------------------------------- |
| NAME             | Alonso Martínez, Manuel           |
| KURZBESCHREIBUNG | spanischer Politiker und Minister |
| GEBURTSDATUM     | 1. Januar 1827                    |
| GEBURTSORT       | Burgos                            |
| STERBEDATUM      | 13. Januar 1891                   |
| STERBEORT        | Madrid                            |